# ییزرنی وتلنو
ییزرنی وتلنو (به چکی: Jizerní Vtelno) یک منطقهٔ مسکونی در جمهوری چک است که در ناحیه ملادا بولسلاو واقع شده‌است. ییزرنی وتلنو ۶٫۹۲ کیلومتر مربع مساحت و ۳۵۱ نفر جمعیت دارد و ۲۵۱ متر بالاتر از سطح دریا واقع شده‌است.